# Jonathan Gay
Jonathan Gay és un programador d'ordinador i empresari nord-americà amb seu a la Califòrnia nord. Gay va ser cofundador de FutureWave Software el 1993. Durant una dècada, va ser el programador principal d'aquesta empresa i el creador del Flash, l'editor d'animació per a pàgines web. Després va fundar Software as art, que més tard va passar a anomenar-se Greenbox, una empresa especialitzada a crear solucions de gestió d'energia per a la llar.

## FutureWave Software
El 1993, juntament amb Jackson van fundar FutureWave Software amb la intenció de crear un programari per a disseny gràfic. La directora de màrqueting era Michelle Welsh que provenia de Silicon Beach Programari, més tard Aldus.
El primer producte de la companyia va ser el SmartSketch, un programa de dibuix pel PenPoint US i el EO Personal Communicator. Al no triomfar el Pen Computing, SmartSketch va ser convertit a les plataformes Windows i Macintosh. i finalment venut a Broderbund Software.
A mesura que Internet es va fer més popular, FutureWave es va adonar del potencial d'una eina d'animació vectorial basada en web que podia desafiar la tecnologia Shockwave de Macromedia. El 1995, FutureWave va modificar SmartSketch afegint-hi característiques d'animació fotograma a fotograma i va ser rellançat com FutureSplash Animator per Macintosh i PC. Per aquell temps, la companyia va afegir un segon programador, Robert Tatsumi, l'artista Adam Grofcsik, i l'especialista en relacions públiques Ralph Mittman.
El FutureSplash Animator va sortir al mercat al maig de 1996. Al desembre de 1996, FutureWave va ser adquirida per Macromedia, que va canviar el nom de l'editor d'animació a Macromedia Flash.

## Macromedia
Quan MSN i Disney van decidir utilitzar el FutureSplash Animator per als seus llocs web, Macromedia va fer una oferta per comprar FutureWave Software i l'adquisició va estar completada al desembre, 1996, llavors FutureSplash Animator va ser rebatejat com Flash 1.0.

### Sortida de Macromedia
Al maig de 2010, va crear una petita empresa especialitzada en la venda, directe al consumidor, de vedella ecològica alimentada amb herba.

## Explory
Al maig de 2013, va intentar tornar al negoci del programari, llançant una reeixida campanya Kickstarter per Explory, una aplicació de vídeo mòbil.